# 大原 (京都市)

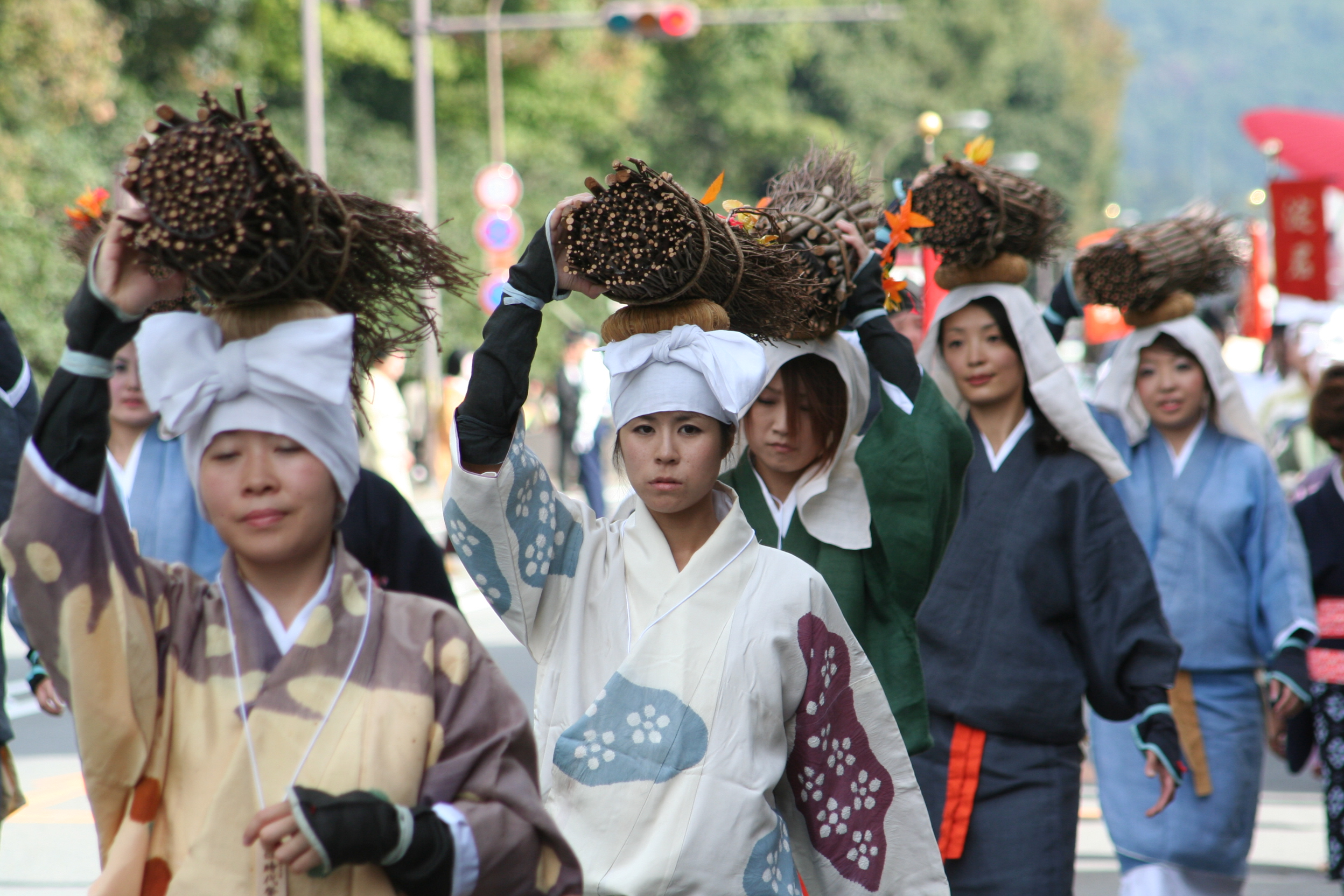
京都市時代祭，扮成大原女的女性

大原（おおはら/おはら）是京都市左京區東北部的比叡山西麓高野川上游的小盆地。古代也表記作小原。過去屬於山城國愛宕郡，也和南隣的八瀨合稱「八瀨大原」。

## 概要
作為連結平安京（京都）和若狹灣的若狹街道的中繼地點而繁榮，平安時代以來，因為鄰近延曆寺，所以，勝林院・來迎院・三千院・寂光院等天台宗系寺院相當多。
此外，自古作為逃離京都的戰爭・政爭的路徑或出家・隱遁之地而有名。作為惟喬親王、建礼門院或稱為大原三寂（常盤三寂）的寂念・寂超・寂然兄弟、藤原顯信・西行・鴨長明等的隱遁之地而廣為人知。
中世以後，是有名的薪炭生産地，獨特裝扮的大原女在京都販賣薪炭，和白川女・桂女並稱。有柴漬、茶等特産
明治維新前，大原鄉有戶寺、上野、大長瀨、來迎院、勝林院、草生、野村、井出的8個村。1882年，8村合併成「大原村」。1949年，大原村編入京都市左京區。

## 關連項目
- 聲明

## 外部連結
- 京都大原觀光マップ
- 京都大原觀光保勝会 （页面存档备份，存于）